# 스핀 네트워크

스핀 네트워크는 고리 양자 중력에서 사용된다.

스핀 네트워크(spin network)는 로저 펜로즈가 1971년에 정의한 도표의 일종이다. 수학에서 다중선형함수나 행렬군들의 표현들 사이의 함수들을 나타내는 한 가지 방식이다. 물리학에서 입자와 장의 상태와 상호작용을 표현하는데 쓸 수 있다. 루프 양자중력에서 사용된 바 있다.

## 펜로즈의 정의
스핀 네트워크는 다음과 같은 성질을 만족해야 한다.
1. 삼각형 조건: 각 삼각형에서 두 변의 합은 다른 한 변보다 커야 한다.
2. 페르미온 조건: 세 변의 합은 짝수여야 한다.

예를 들어 3, 4, 6인 경우에는 3+4+6=13으로 홀수이기 때문에 불가능하다. 3, 4, 9인 경우에는 3+4=7<9로 두 변의 합이 다른 한 변보다 작기 때문에 불가능하다. 그러나 3, 4, 5와 같은 경우에는 3+4+5=12로 짝수이고 삼각형 조건을 만족한다.

## 정의
스핀 네트워크는 모서리가 어떤 컴팩트 리 군의 기약 표현과 연관되고, 꼭지점은 그 꼭지점에 연결된 모서리 표현의 intertwiner와 연관된 유향 그래프이다.
다양체에  몰입된 스핀 네트워크는 그 다양체의 접속공간위의 범함수를 정의하는데 이용될 수 있다. 그래프 상의 순환(회로, 닫힌 경로)을 따라 그 다양체에서 주어진 접속의 홀로노미를 계산하여 각 순환에 대해 표현 행렬을 결정하고, 모든 행렬들과 intertwiner를 곱한 다음, 정해진 방식대로 첨자를 소거한다. 이 결과로 나온 범함수는 국지적 게이지 변환에 대해 불변이다.

## 물리학에서 이용
루프 양자중력에서 스핀 네트워크는 양자 상태를 표현한다. 이차원 표면 A의 넓이는 다음과 같은 식으로 주어진다.
{\displaystyle A_{\Sigma }=8\pi l_{PL}^{2}\gamma \sum _{i}{\sqrt {j_{i}(j_{i}+1)}}}
여기서 {\displaystyle l_{PL}}는 플랑크 길이,
{\displaystyle \gamma }={\displaystyle \ln(3)/{\sqrt {2}}\pi }, 
{\displaystyle j_{i}}는 스핀이다.

## 참고 문헌
- G. E. Stedman, Diagram Techniques in Group Theory, Cambridge University Press, 1990.
- Predrag Cvitanović, Group Theory: Birdtracks, Lie's, and Exceptional Groups, Princeton University Press, 2008.

## 같이 보기
- 스핀 거품